# Црква Рођења Пресвете Богородице у Горњој Трепчи
Црква Рођења Пресвете Богородице у Горњој Трепчи, насељеном месту на територији града Чачка, подигнута је 1824. године, као метох манастира Вујан. Црква припада Епархији жичкој Српске православне цркве.
Ктитор данашњег храма је Никит Милинковић из Трепче, који је сахрањен 1831. године, северно од цркве. Архимандрит Виктор Гиздавић, у то време игуман манастира Вујан, подигао је о свом трошку 1935. године припрату.
Црква посвећена Рођењу Пресвете Богородице подигнута је на темељима старије цркве брвнаре. Данашња црква обновљена је 1894. године, што је записано на једној од плоча на поду припрате.
Црква је једнобродна грађевина, засведена полуобличастим сводом, подухваћена једним ојачавајућим луком. Апсида је споља и изнутра полукружног облика. Припрата је дозидана 1935. године, средствима архимандрита Виктора Гиздавића, настојатеља манастира Вујан, за шта постоји писани натпис у цркви. Зидана је од теснаог и ломљеног камена трехита и покривена ћерамидом. Нартекс је зидан опеком и покривен црепом.
- Галерија